# 多脉凤仙花
多脉凤仙花（学名：Impatiens polyneura）为凤仙花科凤仙花属下的一个种。

## 扩展阅读
- 維基物種上的相關：多脉凤仙花